# Championnats du monde d'haltérophilie 1950
Navigation
Édition précédente Édition suivante
Les championnats du monde d'haltérophilie 1950 ont lieu à Paris, en France, du 13 au 15 octobre 1950.

## Palmarès

### Hommes
| Catégorie | Or                     | Or       | Argent                   | Argent   | Bronze                   | Bronze   |
| --------- | ---------------------- | -------- | ------------------------ | -------- | ------------------------ | -------- |
| −56 kg    | Mahmoud Namjoo (IRN)   | 310.0 kg | Rafael Chimishkyan (URS) | 305.0 kg | Kamal Mahgoub (EGY)      | 297.5 kg |
| -60 kg    | Mahmoud Fayad (EGY)    | 327.5 kg | Yevgeny Lopatin (URS)    | 317.5 kg | Julian Creus (GBR)       | 305.0 kg |
| −67.5 kg  | Joe Pitman (USA)       | 352.5 kg | Attia Hamouda (EGY)      | 350.0 kg | Vladimir Svetilko (URS)  | 347.5 kg |
| -75 kg    | Khadr El-Touni (EGY)   | 400.0 kg | Pete George (USA)        | 390.0 kg | Vladimir Pushkarev (URS) | 385.0 kg |
| -82.5 kg  | Stanley Stanczyk (USA) | 420.0 kg | Arkady Vorobyov (URS)    | 420.0 kg | Arabi Awadi (EGY)        | 382.5 kg |
| +82.5 kg  | John Davis (USA)       | 462.5 kg | Yakov Kutsenko (URS)     | 422.5 kg | Melvin Barnett (GBR)     | 400.0 kg |